# Ruth Law Oliver
Ruth Law Oliver nascuda Ruth Bancroft Law (Lynn, Massachusetts, 21 de març de 1887 - San Francisco, Califòrnia, 1 de desembre de 1970) va ser una pionera de l'aviació estatunidenca.

## Biografia
Ruth Law era filla de Sarah Bancroft Breed i Frederick Henry Law. La carrera com a pilot de Ruth va tenir el recolzament del seu germà Rodman Law, conegut com la "Mosca Humana" pel seu treball com a acròbata i paracaigudista, i del seu marit Charles Oliver, fervent admirador i excel·lent mànager. Els seus instructors de vol van ser Harry Atwood i Arch Freeman a Saugus, Massachusetts. Ruth va rebre la seva llicència de pilot el novembre de 1912 i l'any 1915 va fer la seva primera exhibició de vol acrobàtic a Daytona Beach, Florida, davant d'una gran multitud realitzant dos loops consecutius.
A la primavera de 1916, va participar en una competició d'altitud celebrada a Sheepshead Bay, Nova York, quedant segona per poc dues vegades consecutives, sent, les dues vegades, els guanyadors pilots masculins. Això la va posar furiosa i va decidir aconseguir un rècord que superés tant dones com homes.
La seva fita més gran va tenir lloc el 19 de novembre de 1916, quan va trencar el record de vol sense escales travessant els Estats Units, que tenia Victor Carlstrom en 728 km. Law, va fer un vol sense escales de 950 km. sortint de Chicago amb la idea d'arribar a Nova York però per un problema tècnic va haver d'aterrar en un camp de Hornell al mateix estat de Nova York. Allà la va ajudar canviant les bugies del seu Curtiss Pusher el Capità de l'Exèrcit dels Estats Units Henry "Hap" Arnold, que un dia esdevindria Comandant General de les Forces del Aire de l'Exèrcit dels Estats Units. L'endemà va volar rumb a Nova York quedant-se sense combustible a punt d'arribar a destí. Tot i això va poder fer un aterratge segur a Governors Island, on la van rebre el general Leonard Wood, Víctor Calstrom, Roald Amundsen i Robert Peary. Això li va valdre aconseguir la Medalla al Merit de l'Aero Club i 2.500 $ de premi. El President Woodrow Wilson i la seva dona van assistir a un sopar que es va fer en el seu honor el 2 de desembre de 1916.
Després que els Estats Units entressin a la Primera Guerra Mundial l'abril de 1917, Ruth va fer campanya perquè les dones poguessin pilotar avions militars però no va tenir èxit. Empesa pel rebuig, el 1918 va escriure un article a la revista Air Travel que va titular "Deixeu volar les Dones!".
Després de la guerra, va continuar assolint rècords. Després que la francesa Raymonde de Laroche fes el rècord d'altitud femení amb 3,962 m el 7 de juny de 1919, Ruth el va trencar el 10 de juny, volant fins a 4,481 m. Laroche va tornar a superar-la el dia 12 de juny, volant a una alçada de 4,800 m.

Va morir l'1 de desembre de 1970, a San Francisco.

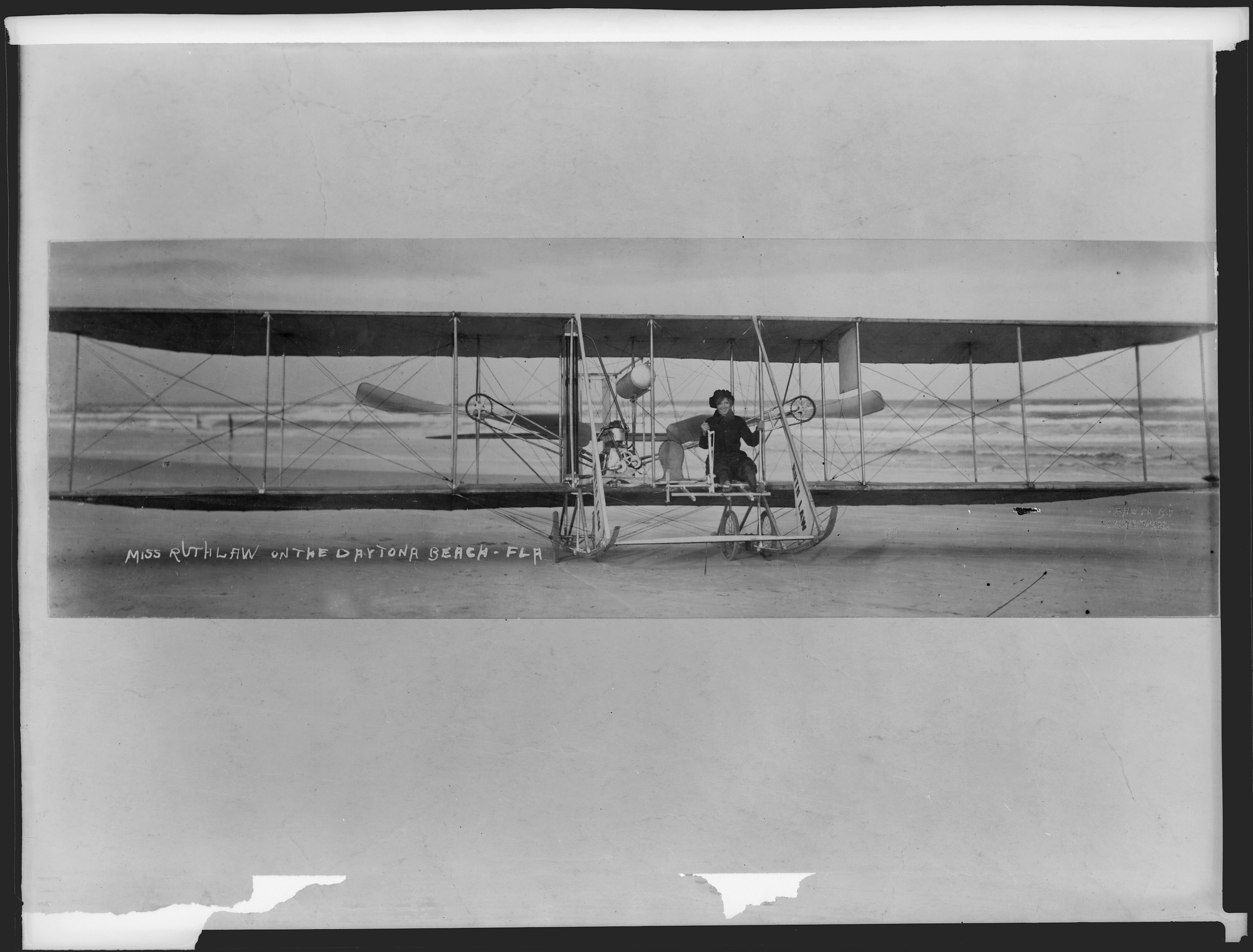
Law a Daytona Beach amb el seu primer avió, un Wright Model B
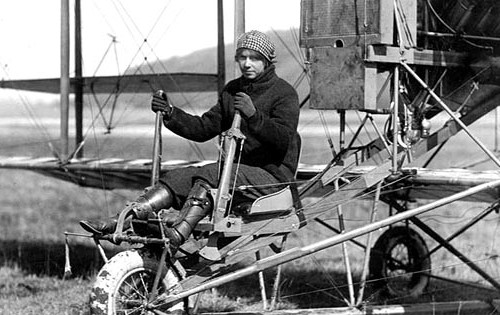
Ruth Law el 1915: La seva aeronau és un Curtiss Pusher, però els controls son dels Germans Wright.
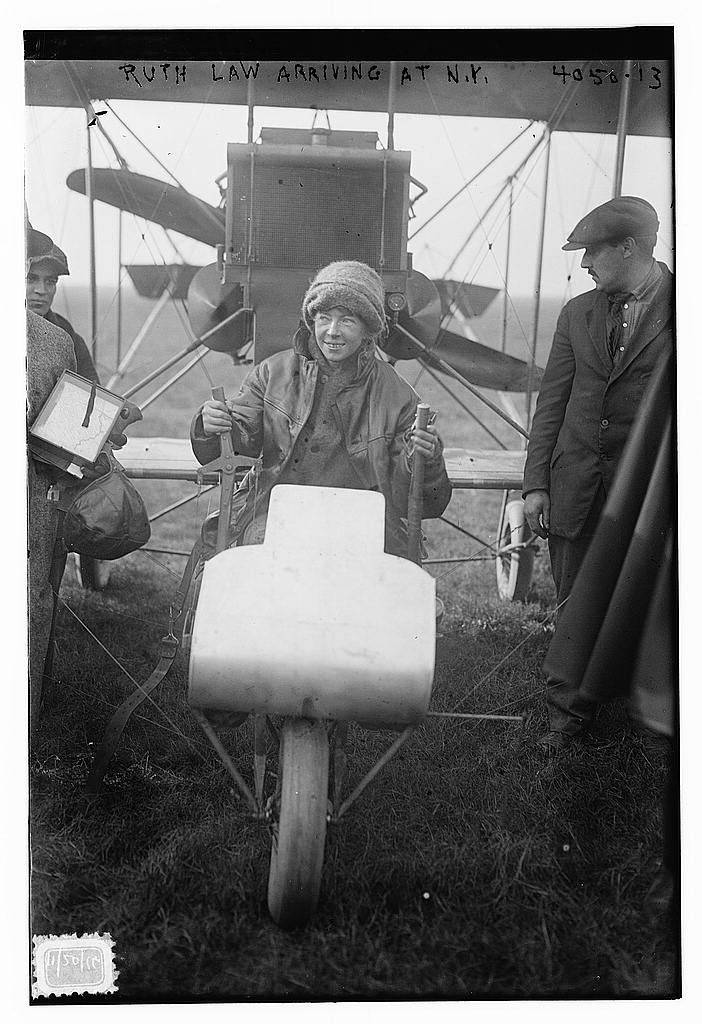
Ruth Law arriba a la Ciutat de Nova York el 1916
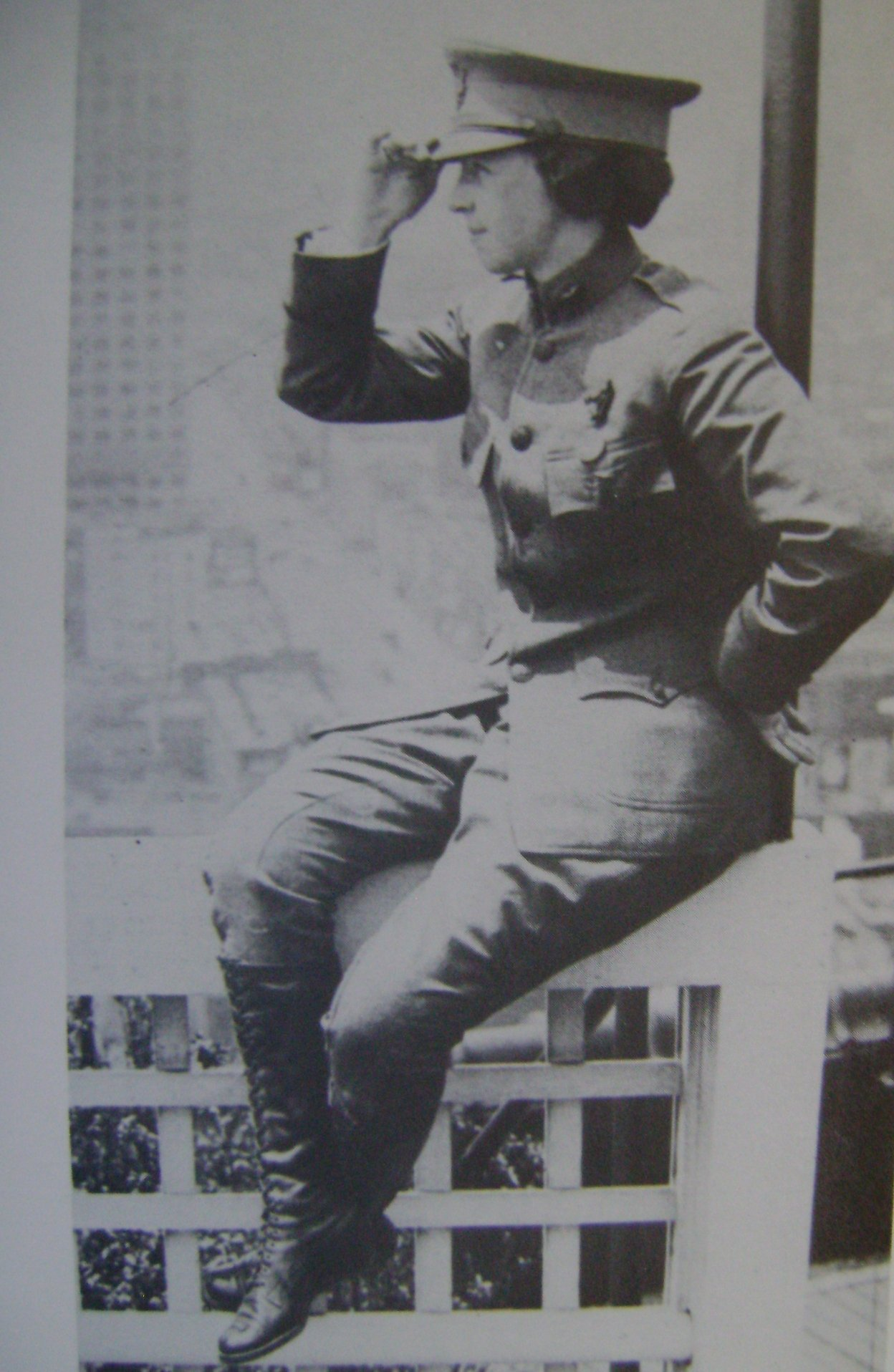
Ruth Law a l'Hotel McAlpin, 1917